# Kosárlabda a 2008. évi nyári olimpiai játékokon
A 2008. évi nyári olimpiai játékokon augusztus 9. és 24 között kerültek megrendezésre a női, illetve férfi kosárlabda mérkőzések.
A részt vevő 12-12 csapatot két-két csoportba osztották, ahol körmérkőzéseken döntötték el a sorrendet. A csoportok első négy helyezettje jutott a negyeddöntőkbe, ahonnan egyenes kieséses rendszerben folytatódtak a küzdelmek.

## Éremtáblázat
(Az egyes számoszlopok legmagasabb értéke, vagy értékei vastagítással kiemelve.)
| A 2008. évi nyári olimpiai játékok éremtáblázata kosárlabdában | A 2008. évi nyári olimpiai játékok éremtáblázata kosárlabdában | A 2008. évi nyári olimpiai játékok éremtáblázata kosárlabdában | A 2008. évi nyári olimpiai játékok éremtáblázata kosárlabdában | A 2008. évi nyári olimpiai játékok éremtáblázata kosárlabdában | Olimpia  |
| -------------------------------------------------------------- | -------------------------------------------------------------- | -------------------------------------------------------------- | -------------------------------------------------------------- | -------------------------------------------------------------- | -------- |
|                                                                | Ország                                                         | Arany                                                          | Ezüst                                                          | Bronz                                                          | Összesen |
| 1.                                                             | Egyesült Államok (USA)                                         | 2                                                              | 0                                                              | 0                                                              | 2        |
|                                                                |                                                                |                                                                |                                                                |                                                                |          |
| 2.                                                             | Ausztrália (AUS)                                               | 0                                                              | 1                                                              | 0                                                              | 1        |
|                                                                | Spanyolország (ESP)                                            | 0                                                              | 1                                                              | 0                                                              | 1        |
|                                                                |                                                                |                                                                |                                                                |                                                                |          |
| 4.                                                             | Argentína (ARG)                                                | 0                                                              | 0                                                              | 1                                                              | 1        |
|                                                                | Oroszország (RUS)                                              | 0                                                              | 0                                                              | 1                                                              | 1        |
|                                                                |                                                                |                                                                |                                                                |                                                                |          |
| Összesen                                                       | Összesen                                                       | 2                                                              | 2                                                              | 2                                                              | 6        |

## Érmesek

### Férfi torna
| A 2008. évi nyári olimpiai játékok érmesei férfi kosárlabdában                                                                                                | A 2008. évi nyári olimpiai játékok érmesei férfi kosárlabdában | A 2008. évi nyári olimpiai játékok érmesei férfi kosárlabdában | A 2008. évi nyári olimpiai játékok érmesei férfi kosárlabdában |
| --- | --- | --- | -------------------------------------------------------------- |
| Arany | Ezüst | Bronz |                                                                |
| Egyesült Államok (USA) | Spanyolország (ESP) | Argentína (ARG) |                                                                |
| Carmelo Anthony Carlos Boozer Chris Bosh Kobe Bryant Dwight Howard LeBron James Jason Kidd Chris Paul Tayshaun Prince Michael Redd Dwyane Wade Deron Williams | José Calderón Rudy Fernández Jorge Garbajosa Marc Gasol Pau Gasol Carlos Jiménez Raúl López Álex Mumbrú Juan Carlos Navarro Felipe Reyes Berni Rodríguez Ricky Rubio | Carlos Delfino Manu Ginóbili Román González Juan Pedro Gutiérrez Leonardo Gutiérrez Federico Kammerichs Andrés Nocioni Fabricio Oberto Antonio Porta Pablo Prigioni Paolo Quinteros Luis Scola |                                                                |

### Női torna
| A 2008. évi nyári olimpiai játékok érmesei női kosárlabdában | A 2008. évi nyári olimpiai játékok érmesei női kosárlabdában | A 2008. évi nyári olimpiai játékok érmesei női kosárlabdában | A 2008. évi nyári olimpiai játékok érmesei női kosárlabdában |
| --- | --- | --- | ------------------------------------------------------------ |
| Arany | Ezüst | Bronz |                                                              |
| Egyesült Államok (USA) | Ausztrália (AUS) | Oroszország (RUS) |                                                              |
| Seimone Augustus Sue Bird Tamika Catchings Sylvia Fowles Kara Lawson Lisa Leslie DeLisha Milton-Jones Candace Parker Cappie Pondexter Katie Smith Diana Taurasi Tina Thompson | Suzy Batkovic Tully Bevilaqua Rohanee Cox Holly Grima Kristi Harrower Lauren Jackson Erin Phillips Emma Randall Jenni Screen Belinda Snell Laura Summerton Penny Taylor | Szvetlana Abroszimova Becky Hammon Marina Karpunyina Ilona Korsztyin Marina Kuzina Jekatyerina Liszina Irina Oszipova Okszana Rahmatulina Tatyjana Scsogoleva Irina Szokolovszkaja Marija Sztyepanova Natalja Vodopjanova |                                                              |

## Érdekességek
Habár a sportág legnépszerűbb játékosai az Egyesült Államokban játszanak, nem ők voltak a férfi címvédők. A 2004-es athéni olimpia elődöntőjében Argentína meglepetésre legyőzte a Dream Team-et, majd a döntőben Olaszországot is.
Rekordszámú, 42 akkori vagy korábbi NBA-játékos szerepelt a férfimezőnyben.
A világon a legismertebb és legjobban kereső kínai sportoló a kosárlabdázó Jao Ming, a Houston Rockets játékosa. A megnyitó ünnepségen ő vitte a kínai csapat zászlaját. Ugyancsak NBA-sztár Dirk Nowitzki a német csapatnál, Manu Ginóbili az argentinoknál, Andrej Kirilenko az oroszoknál és Šarūnas Jasikevičius a litván olimpiai küldöttségnél részesült hasonló megtiszteltetésben.